# Eufrosia Siracusa Valdaura
Eufrosia Siracusa e Valdaura (... – Roma, novembre 1585) è stata una nobildonna italiana, passata nel campo delle leggende siciliane e romanticizzata dal Luigi Natoli nel suo romanzo La Dama tragica.

## Biografia
Eufrosia era figlia dell'illustre giureconsulto e nobile palermitano Vincenzo Siracusa. Dopo aver completato la propria educazione nel Convento di Montevergini, sposò giovanissima il barone Calcerano Corbera. Il matrimonio non fu felice; Calcerano curava più i duelli che la moglie, che si tramanda fosse di bell'aspetto. Durante un ricevimento a Palermo, Eufrosia destò l'attenzione del viceré Marcantonio Colonna, l'ormai quasi cinquantenne eroe di Lepanto. Le dicerie su un'eventuale tresca della nuora col viceré giunsero alle orecchie del suocero. Incollerito, questi si recò a Palermo. Durante un ricevimento, minacciò palesemente il viceré; Colonna, temendo per la sua vita, lo fece arrestare con il pretesto che il Corbera aveva contratto debiti che non aveva pagato e lo fece imprigionare nel carcere della Vicaria. Si trattava di un cavillo per interrompere per la durata di tre giorni l'immunità che il Corbera godeva come "familiare" dell'Inquisizione. Prima ancora che i tre giorni trascorressero, Corbera venne trovato avvelenato nella cella.
Anche il marito di Eufrosia venne ucciso; sotto il pretesto di una missione, fu allontanato dalla Sicilia e inviato a Malta, dove venne trovato, pugnalato, in un rigagnolo. Il viceré adesso aveva mano libera. Eufrosia divenne palesemente l'amante del Colonna che, per esternare il suo amore, regalò al popolo una grande fontana nei pressi di piazza Marina, adorna di sirene, putti e creature marine dove spiccava l'immagine di una sirena bellissima che dai seni stillava acqua per gli assetati (analoga alla Fontana della Sirena di Napoli). In quella sirena tutti riconobbero l'effigie della baronessa Eufrosia Siracusa. La vergogna dei Siracusa cresceva di giorno in giorno; un tentativo del padre Vincenzo di uccidere il viceré non ebbe successo.
L'improvvisa morte del viceré a Medinaceli nel 1584 durante un viaggio in Spagna ha lasciato spazio a diverse supposizioni; infatti sia i Siracusa, sia i Corbera, vennero accusati di aver attentato alla vita di Colonna. Eufrosia, rimasta sola e ripudiata dalla famiglia, decise di sposare il vedovo marchese Lelio Massimo, contro il volere dei suoi cinque figli. Il giorno dopo il matrimonio, sotto la pretesa di visitarla, i figli del marito la uccisero, sparandole a bruciapelo. Per il loro delitto furono condannati a morte.